# Hostel (serie di film)
Hostel è una trilogia di film thriller-horror a tema splatter, creata da Eli Roth.
La trama di questi film ruota attorno ad una misteriosa confraternita che tortura ragazzi e ragazze dietro pagamento dei membri nata negli ostelli della Slovacchia e poi diffusasi fino a Las Vegas.

## I film
- Hostel, uscito negli USA il 6 dicembre 2005,
- Hostel: Part II (il primo sequel), uscito negli USA l'8 giugno 2007,
- Hostel: Part III, uscito negli USA il 27 dicembre 2011.

## Trama della saga

### Hostel
Due ragazzi statunitensi (Paxton e Josh) sono al loro primo viaggio Interrail in Europa. Conoscono un ragazzo islandese (Oli), che si unisce a loro. I tre si recano ad Amsterdam. Durante una delle nottate a base di sesso e droga al quartiere a luci rosse (il De Wallen), capita loro di rimanere fuori dall'ostello in cui alloggiano: l'orario per rientrare è scaduto e devono prepararsi a passare la notte in giro per la città. Incontrano un ragazzo che si offre di ospitarli e che, in seguito, li informa dell'opportunità di recarsi in Slovacchia, in un ostello, vicino a Bratislava, frequentato da ragazze bellissime e molto disponibili. Scopriranno inimmaginabili orrori in quel luogo.

### Hostel: Part II
Il protagonista del primo episodio, Paxton, è riuscito a scampare alla misteriosa confraternita che sevizia ragazzi e ragazze dietro pagamento dei membri e vive ora insieme alla ragazza Stephanie in una casa vicino al lago, di cui nessuno sa nulla eccetto la sorella di lei. Continuamente divorato dagli incubi, una mattina Paxton finisce decapitato dalla confraternita di cui ora si conosce il capo, il ricco e potente Sasha. Intanto a Roma, in Italia, tre studentesse statunitensi, Beth - ricchissima grazie all'eredità della madre - (Lauren German), Lorna - sognatrice quasi "patetica" - (Heather Matarazzo) e Whitney - giovane, bella e ribelle - (Bijou Phillips), che studiano arte con la loro insegnante (Edwige Fenech) decidono di passare un week-end a Praga. Prendono un treno, dove incontrano Axelle, una modella che si era denudata durante la lezione d'arte per essere disegnata. Visto che il treno è occupato da ragazzi italiani e slavi euforici per una partita di calcio, Axelle non vuole restare sola nel suo scompartimento e si addormenta con loro. Prima di addormentarsi, però, le dissuade dall'andare a Praga e le invita in un ostello in Slovacchia, dal quale raggiungeranno una sorgente termale paradisiaca. 

### Hostel: Part III
A Las Vegas una festa di addio al celibato si trasforma in un'esperienza da incubo per un gruppo di ragazzi desiderosi solo di festa, alcol e donne. Il gruppo di amici viene rapito e usato come "carne da macello" in sadici giochi di tortura, sofferenza e morte organizzati da un'oscura e potente organizzazione per facoltosi in cerca di emozioni forti e adrenalina. 